# پل برنار
پل برنار (فرانسوی: Paul Bernard‎؛ ۲۱ دسامبر ۱۸۹۸ – ۴ مه ۱۹۵۸) هنرپیشه اهل فرانسه بود.
از فیلم‌هایی که در آن نقش داشته می‌توان به بانوان جنگل بولونی اشاره کرد.